# Piotr Zieliński
Piotr  Sebastian Zieliński (født 20. maj 1994 i Ząbkowice Śląskie, Polen) er en polsk professionel fodboldspiller, som spiller for Serie A-klubben Napoli og Polens landshold.